# Ґуннар Берґгрен
Ґуннар Альф Ерік Берґгрен (швед. Gunnar Alf Erik Berggren нар. 26 січня 1908 — пом. 2 вересня 1983)  — шведський боксер, бронзовий призер Олімпійських ігор з боксу у легкій вазі (1928).

## Біографія
Народився 26 січня 1908 року в Седербікарл, комуна Норртельє, лен Стокгольм.
У 1927 році на ІІ чемпіонаті Європи з боксу, що проходив у Берліні (Німеччина) став бронзовим призером у легкій вазі.
Учасник боксерського турніру на ІХ літніх Олімпійських іграх в Амстердамі (Нідерланди). Почергово переміг П'єра Годара (Бельгія) та Боббі Сміта (ПАР). У півфіналі поступився Стіву Галайко зі США. 11 серпня 1928 року у втішному фінальному двобої за 3-тє місце переміг Ханса Нільсена (Данія) й виборов бронзову олімпійську медаль.
Помер 2 вересня 1983 року в Енскед, Стокгольм.